# Sokolniki (powiat Wieruszowski)
Sokolniki is een dorp in het Poolse woiwodschap Łódź, in het district Wieruszowski. De plaats maakt deel uit van de gemeente Sokolniki en telt ca. 1 200 inwoners.

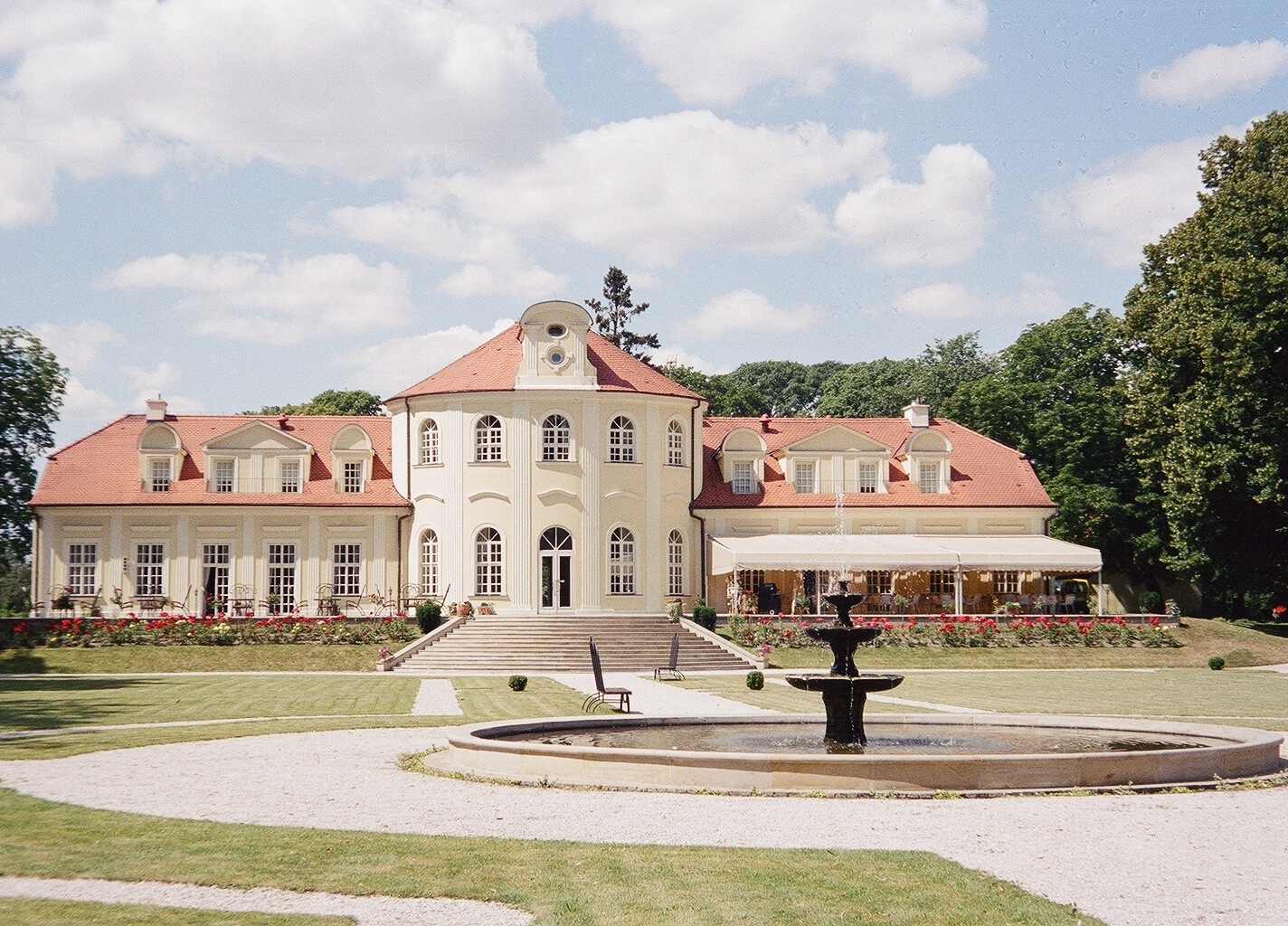
Palace in Sokolniki, 1775